# 光州兵事区
光州兵事区（こうしゅうへいじく）は、1939年8月に日本統治時代の朝鮮に設置された大日本帝国陸軍の兵事区の一つ。忠清南道、全羅北道、全羅南道を管轄領域とし、光州陸軍兵事部が置かれ徴兵・召集等兵事事務を所掌した。

## 概要
1939年（昭和14年）、陸軍兵事部令が制定され、朝鮮軍管区の第20師団管区の下に光州兵事区が設置された。1943年（昭和18年）の陸軍管区表の改正で管轄領域が全羅南道のみになった。
光州兵事区を管轄した第20師団管区は1940年8月に京城師団管区に、1941年10月に京城師管、1945年4月1日に京城師管区に改組された。

## 光州陸軍兵事部長
| 代                             | 氏名           | 階級           | 在任期間       | 出典           |
| 光州兵事部部長                 | 光州兵事部部長 | 光州兵事部部長 | 光州兵事部部長 | 光州兵事部部長 |
| ------------------------------ | -------------- | -------------- | -------------- | -------------- |
|                                | 川村宇一       | 歩兵大佐       | 1939.8.1 -     | [ 4 ] [ 5 ]    |
|                                | 鶴見鴻二       | 歩兵大佐       | 1942.8.1       | [ 6 ] [ 5 ]    |
| 光州兵事部部長・光州地区司令官 |                |                |                |                |
|                                | 二宮晋一       | 少将           | 1945.3.31 -    | [ 7 ] [ 5 ]    |